# Barrage d'Almus
Le barrage d'Almus (en turc Almus barajı) est un barrage en Turquie.

## Sources
- (en) www.dsi.gov.tr/tricold/almus.htm Site de l'agence gouvernementale turque des travaux hydrauliques